# Aritranis robiniae
Aritranis robiniae är en stekelart som beskrevs av Sun och Mao-Ling Sheng 2006. Aritranis robiniae ingår i släktet Aritranis och familjen brokparasitsteklar. Inga underarter finns listade.